# Yanagi Sōetsu
Yanagi Sōetsu (柳 宗悦?) (Tokio, 2 de marzo de 1889 - 3 de mayo de 1961), también conocido como Yanagi Muneyoshi, fue un crítico de arte japonés filósofo y fundador del movimiento mingei (artesanía popular japonesa) al que proporcionó una base teórica.

## Trayectoria
Yanagi nació en 1889, hijo de Yanagi Narayoshi, un hidrógrafo de la Armada Imperial, y Katsuko. Su hijo, Sori Yanagi, fue un reconocido diseñador industrial. Su sobrino nieto Shinya Yanagi es un reconocido tejedor y la tercera generación de la familia de tejedores Yanagi.
En 1916, realizó su primer viaje a Corea por su curiosidad por el arte coreano. Este viaje dio lugar a la creación del Museo de Artesanía Popular Coreana en 1924 y a la acuñación del término mingei por parte de Yanagi, los alfareros Shōji Hamada y Kawai Kanjirō. Yanagi no era un artista ni un artesano.
Se dice que su teoría de la "beauty of sorrow" (悲哀の美?)  en el arte coreano influyó en el desarrollo de la idea coreana de Han (sentimiento). Tras el Movimiento del Primero de Marzo, el movimiento de independencia de Corea en el que miles de coreanos murieron a manos de la policía y el ejército japoneses, Yanagi escribió una serie de artículos en 1919 y 1920, en los que expresaba su solidaridad con el pueblo coreano y su reconocimiento del arte coreano. Yanagi alertó contra el movimiento independentista coreano.
Recuperó vasijas utilizadas por los campesinos de los periodos Edo y Meiji que estaban desapareciendo en un Japón en rápida evolución urbanística. En 1936 se fundó el Museo de Artesanía Popular Japonesa ( Nihon Mingeikan ).También realizó Cerámica Onta.

### Teoríade Mingei
El pilar filosófico del mingei es "arte hecho a mano por el pueblo llano" (民衆的工芸 minshū-teki kōgei?) . Yanagi descubrió la belleza en objetos cotidianos y utilitarios creados por artesanos anónimos y desconocidos. Según Yanagi, los objetos utilitarios hechos por la gente corriente están «más allá de la belleza y la fealdad». A continuación se detallan algunos aspectos del arte y la artesanía mingei:
- Hecho por artesanos anónimos
- Producido a mano en cantidad
- Barato
- utilizado por las masas
- funcional en la vida diaria
- representativo de la región en la que se produjo.

El libro de Yanagi, The Unknown Craftsman, se ha erigido en una obra de referencia desde su primera edición en inglés en 1972. Analiza la forma de ver y apreciar el arte y la belleza en la artesanía cotidiana japonesa, que incluye cerámica, laca, textiles y carpintería . Yanagi fue editor de Kōgei ('Artesanía'), la revista de la Asociación Japonesa de Artes Populares, publicada entre 1931 y 1951.

## Reconocimientos
En 1960 recibió el Premio cultural Asahi que reconocen la dedicación de personalidades o grupos que han contribuido al desarrollo y al proceso de la cultura y sociedad japonesas. En 1984, recibió póstumamente la Orden del Mérito Cultural Bogwan, la primera otorgada a un no coreano.
Ejerció una influencia considerable sobre figuras como el ceramista Bernard Leach, el escultor Isamu Noguchi y el arquitecto Bruno Taut.